# Can Gavaldà
Can Gavaldà és una casa del municipi de Capçanes (Priorat) inclosa en l'Inventari del Patrimoni Arquitectònic Català. Actualment es troba en estat d'abandó. La casa és un clar reflex de l'època benestant dels habitants del poble abans de l'arribada de la crisi provocada per la fil·loxera.

## Descripció
Edifici de planta composta, bastit de maçonaria i maó, arrebossats i pintats, de planta baixa i un pis a la façana, cobert per teulada a un sol vessant. A la planta baixa s'hi obren dues portes, una secundària i la principal, de pedra i amb la data de 1889, amb una bonica porta de fusta de dues fulles. Al pis, dos balcons amb una balconada i una barana de fonament amb inclusió d'elements decoratius.

## Història
En Joan Gavaldà fou, abans de la fil·loxera, un dels més rics propietaris del poble, dedicat a l'explotació de riques vinyes, i també a la cria de bestiar. La tuberculosi, malaltia temible a l'època, anihila quasi tota la família. Aquest fet, agreujat per les pèrdues produïdes pel pas de la fil·loxera, motivaren la progressiva venda de les propietats i el tancament de la casa. L'únic hereu de la família sembla voler restar al marge de la casa, actualment malmesa, i on sembla que encara hi ha esplèndid mobiliari.